# Chuť
Chuť je smysl, který je zodpovědný za vnímání chuti jakožto vjemu, který spolu s čichem a stimulací trojklaného nervu (pro hmatové vnímání textury a teploty) určuje senzorické vnímání potravy (ke kterému se primárně vyvinula), ale i dalších látek. Za vnímání chuti je v mozku zodpovědná chuťová kůra.
Chuťový vjem je stimulován, když látky rozpuštěné ve slinách nebo vodě chemicky reagují s chuťovými chemoreceptory. Lidé i jiní suchozemští obratlovci mají chuťové receptory v chuťových pohárcích v ústní dutině, včetně horní plochy jazyka a hrtanové příklopky; u vodních živočichů jsou též na vnějším povrchu těla a na vnitrotělně umístěných žábrách.
U člověka existují chuťové receptory vnímající hořké, sladké, slané, kyselé, umami (lahodné či bílkovinné) a podle nových výzkumů i „vápníkové“, tučné, či salmiaková. Pravděpodobně existují i receptory vnímající některé komplexní sacharidy, tedy chuť „škrobovou“.
Ájurvéda rozlišuje vedle čtyř základních chutí ještě trpkost a pálivost, ty jsou však z biologického hlediska zprostředkovány hmatovými mechanoreceptory resp. receptorem teploty TRPV1 (proto je vnímání pálivosti podobné vnímání vysoké teploty) a spadají tak pod jiné smysly.
Obdobné chemoreceptory mají i ostatní živočichové. O analogii lidské chuti lze rozumně hovořit u obratlovců (s výjimkou sliznatek) s chuťovými receptory umístěnými v chuťových pohárcích, nacházejících se zpravidla v ústní dutině a hltanu, u vodních živočichů též na vnějším povrchu těla a na vnitrotělně umístěných žábrách. Výskyt receptorů různých chutí se u různých obratlovců liší, evolučně se přizpůsobil podle prostředí, ve kterém živočich žije, a podle jeho potravy.

## Chuť a člověk

### Vnímání chuti u člověka
Centrum vnímání chuti se nachází v temenním laloku mozkové kůry, kde se kombinací základních složek tvoří výsledná chuť. Ta je ovlivněna nejen složením jídla, ale také jeho teplotou (teplá limonáda), konzistencí (mokrý chléb), vzhledem, předchozím vjemem (aperitiv), ale především vůní. 
Chuť je totiž velmi úzce spjata s čichem.
Receptory chuti u člověka jsou nerovnoměrně rozmístěny v chuťových pohárcích, které se nacházejí především na jazyku, ale také na patře a v krku. 
Chuťových pohárků má člověk 5000-10000. Důsledkem tohoto poměrně velkého rozptylu je, že citlivost chuti u jednotlivých lidí může být značně rozdílná. Děti mají chuťových pohárků průměrně více než dospělí. Chuťové pohárky všech typů jsou rozloženy po celém jazyku, i když se často mylně uvádí, že různé chutě jsou spojené s konkrétními částí jazyka.
Každý pohárek obsahuje receptorové buňky, které mají brvy citlivé na určitou chuť vstupující do středového póru pohárku. Přibližně každý týden jsou staré receptorové buňky nahrazovány novými.

### Prahové koncentrace chuti u člověka
Pro chuťový vjem je potřeba určité prahové koncentrace chuťově aktivní látky v pohárcích. Chuťové pohárky jsou omývány sekretem specializovaných slinných žláz (Ebnerovy žlázy, gll.gustatoriae), ve kterém jsou rozpouštěné molekuly látek vnímaných jako chuť.
Kyselost je zprostředkována protony (H+), slanost ionty anorganických solí, sladkost převážně organickými látkami (z anorganických např. solemi olova), stejně tak i hořkost, která je kromě organických látek vyvolána solemi hořčíku a vápníku.
Pro jednotlivé chutě je odlišný práh citlivosti, který je závislý na koncentraci a době expozice látky, stejně jako na počtu aktivovaných čidel. Jeho hodnoty jsou 0,08 mol/l na sladké (glukóza), slané = 0,02 mol/l (NaCl), kyselé = 0,0001 mol/l (HCl, pH=4) a hořké 0,000008 mol/l (chininhydrochlorid).
Ostrost či pálivost, např. u některých paprik, je sice pociťována jako chuťový vjem, ve skutečnosti se jedná o nervový signál bolesti, vyvolaný alkaloidem kapsaicinem.
U chuťových vjemů rozlišujeme chuťový kontrast a chuťovou kompenzaci. Kompenzace je například zprostředkována cukrem u hořké chuti kávy. Naopak po požití sladkého jídla je např. účinek kyselosti citrónové šťávy výraznější, což se označuje za kontrast.

## Další významy a podobné výrazy
Zatímco u ostatních smyslů je rozlišen vjem a smysl, který jej vnímá (zvuk – sluch, pach – čich), u chuti v češtině tento rozdíl nenastává. Výrazem chuť se tedy označuje nejen smysl, ale i vnímaný podnět, mluvíme o chuti jídla či nápoje. Pokud je chuť jídla vnímána negativně, označujeme ji jako pachuť. V případě, že je v jídle obsažena nepatrná příměs, mluvíme o příchuti.
V přeneseném smyslu může chuť označovat i touhu po čemkoliv – např. chuť do života, chuť pracovat, chuť poslouchat hudbu, chuť hrát fotbal. Pokud mluvíme o chuti na někoho, zpravidla je tím míněna fyzická žádostivost – sexuální touha.